# Данилова Олександра Сергіївна
Олекса́ндра Сергі́ївна Дани́лова (3 грудня 1918, Краснокутськ, Богодухівський повіт, Харківська губернія, УНР — 20 квітня 2004, Москва, Росія) — радянська і російська акторка театру та кіно. Заслужений працівник культури РРФСР (1974).

## Біографія
Олександра Данилова народилася 3 грудня 1918 року в Краснокутську.
У 1937 році вступила до ВДІКУ і вже на першому курсі її помітив відомий режисер Сергій Ейзенштейн, який запросив її на невелику роль до свого фільму «Олександр Невський». Олександра закінчила виш в 1941 році, за кілька днів до початку німецько-радянської війни. Потім, з початком війни, як і багато акторів, була евакуйована до Алма-Ати, де працювала на Центральній об'єднаній кіностудії (нині — Казахфільм), знімалася в невеликих ролях і епізодах.
Повернувшись до Москви, в 1944 році була зарахована до штату кіностудії «Мосфільм» та Театру-студії кіноактора. В останньому Олександра Данилова вела шефську роботу, організовувала концерти і творчі зустрічі, за що в 1974 році отримала звання Заслуженого працівника культури.
За свою кінокар'єру завдовжки в 56 років Олександра Данилова знялася у понад 120 фільмах, проте здебільшого грала другорядні й епізодичні ролі, часто її навіть не вказували в титрах.
Померла в Москві 20 квітня 2004 року на 86-му році життя, похована на Преображенському цвинтарі (ділянка № 23).

## Кар'єра

### Ролі в театрі
- «Заступниця» — няня Лермонтова

### Фільмографія

#### Початок кар'єри
- 1938: Олександр Невський /Александр Невский — Василиса, жителька Пскова
- 1939: Мінін і Пожарський / Минин и Пожарский — епізод
- 1939: Степан Разін / Степан Разин — Фіма
- 1940: Баби / Бабы — член риболовецької бригади
- 1940: На шляхах (к/м) / На путях — Наташа
- 1940: Суворов / Суворов — селянка
- 1941: Бойова кінозбірка № 6 / Боевой киносборник № 6 — молодиця (в новелі «Бенкет в Жмуринці»)
- 1941: Ми чекаємо вас з перемогою / Мы ждём вас с победой — дівчина
- 1941: Свинарка і пастух / Свинарка и пастух — дівчина (у титрах не вказана)
- 1942: Бойова кінозбірка № 12 / Боевой киносборник № 12 — мати (в новелі «Син бійця»)
- 1942: Котовський / Котовский — співачка в театрі
- 1942: Секретар райкому / Секретарь райкома — партизанка
- 1942: Вбивці виходять на дорогу / Убийцы выходят на дорогу — партизанка
- 1943: Актриса / Актриса — медсестра (у титрах не вказана)
- 1943: Повітряний візник / Воздушный извозчик — Ніна, дружина льотчика (у титрах не вказана)
- 1943: В ім'я Батьківщини / Во имя Родины — Шура, зв'язкова
- 1943: Кутузов / Кутузов — Василиса Кожина
- 1943: Вона захищає Батьківщину / Она защищает Родину — полонена
- 1944: О 6 годині вечора після війни / В 6 часов вечера после войны — зенітниця (у титрах не вказано)
- 1944: Іван Нікулін — російський матрос / Иван Никулин — русский матрос — епізод
- 1944: Весілля / Свадьба — прачка, що виглядає з вікна (у титрах не вказано)

#### 1946—1959
- 1946: Клятва / Клятва — паночка в санях (у титрах не указана)
- 1946: Перша рукавичка / Первая перчатка — вболівальниця (у титрах не вказана)
- 1947: Весна / Весна — асистентка гримера (у титрах не вказана)
- 1949: Кубанські козаки / Кубанские казаки — колгоспниця (у титрах не вказана)
- 1949: Падіння Берліна / Падение Берлина — голова цехкому (у титрах не вказана)
- 1949: У них є Батьківщина / У них есть Родина — ткаля (у титрах не вказана)
- 1950: Змова приречених / Заговор обречённых — депутатка парламенту від Компартії (у титрах не вказана)
- 1953: Повернення Василя Бортнікова / Возвращение Василия Бортникова — Парасковія (у титрах не вказана)
- 1954: Анна на шиї / Анна на шее — дама в кокошнику на благодійному обіді (у титрах не вказана)
- 1954: Море студене / Море студёное — Настя Хімкова
- 1956: Ілля Муромець / Илья Муромец — мати Василини
- 1958: Жених з того світу / Жених с того света — Віра Анатоліївна, службовиця КУКУ
- 1958: Звіролови / Звероловы — дружина мисливця (у титрах не вказана)
- 1958: Стукайте в будь-які двері / Стучись в любую дверь — секретарка
- 1959: Балада про солдата / Баллада о солдате — сільська жінка (у титрах не вказана)
- 1959: Василь Суриков / Василий Суриков — няня (у титрах не вказана)
- 1959: Муму / Муму — прачка
- 1959: Перший день миру / Первый день мира — Олександра, військова лікарка
- 1959: Однолітки / Сверстницы — прибиральниця в метро (у титрах не вказана)

#### 1960—1969
- 1960: Помста (к/м) / Месть — містянка (у титрах не вказана)
- 1960: Перше побачення / Первое свидание — Представниця (у титрах не вказана)
- 1960: Хліб і троянди / Хлеб и розы — Парасковія
- 1960: Шумний день / Шумный день — Таїсія Миколаївна
- 1961: Друг мій, Колька! / Друг мой, Колька! — Зіночка, диспетчерка автобази (у титрах не вказана)
- 1961: Козаки / Казаки — мати Лукашки
- 1961: Музика Верді (к/м) / Музыка Верди — епізод
- 1961: Нахабеня / Нахалёнок — секретарка зборів
- 1962: На семи вітрах / На семи ветрах — жінка в бомбосховищі (у титрах не вказана)
- 1962: Павлуха / Павлуха — рибачка
- 1962: Суд / Суд — мешканка села
- 1962: Третій тайм / Третий тайм — мати Сашка
- 1963: Великі і маленькі / Большие и маленькие — співробітниця Соколова (у титрах не вказана)
- 1963: Якщо ти маєш рацію... / Если ты прав… — тітка Альоші
- 1963: Секретар обкому / Секретарь обкома — запрошена до Кремля (у титрах не вказана)
- 1964: Викликаємо вогонь на себе / Вызываем огонь на себя — жителька села (лише в 2-й серії)
- 1964: Заметіль / Метель — економка
- 1964: Непрошена любов / Непрошенная любовь — козачка
- 1965: Часе, вперед! / Время, вперёд! — епізод
- 1965: Дзвонять, відкрийте двері / Звонят, откройте дверь — господиня квартири (у титрах не вказана)
- 1965: Ми, російський народ / Мы, русский народ — проводжаюча (у титрах не вказана)
- 1965: Вони не пройдуть / Они не пройдут — жінка в черзі
- 1965: Совість / Совесть — епізод
- 1965: Чисті ставки / Чистые пруды — Дуся, домробітниця
- 1966: Заблукалий / Заблудший — Маруся
- 1966: Дядечків сон / Дядюшкин сон — Луїза Карлівна
- 1966: Поганий анекдот / Скверный анекдот — мати нареченої мрії Пралінського (у титрах не вказана)
- 1966: Старша сестра / Старшая сестра — колега по службі Наді
- 1967: Лікар Віра / Доктор Вера — тітка
- 1967: Шлях до «Сатурна» / Путь в «Сатурн» — жінка у військкоматі
- 1967: Таємничий чернець / Таинственный монах — черниця
- 1968: Брати Карамазови / Братья Карамазовы — родичка Самсонова
- 1968: Нейтральні води / Нейтральные воды — членкиня військової комісії (у титрах не вказана)
- 1968: По Русі / По Руси — епізод
- 1969: Варчина земля / Варькина земля — Анна Єгорівна, мати Варки
- 1969: Тільки три ночі / Только три ночи — Парасковія (у титрах не вказана)

#### 1970—1979
- 1970: Коли розходиться туман / Когда расходится туман — Марія Григорівна, мати Петра і Геннадія Дьяконових
- 1971: Якщо ти чоловік... / Если ты мужчина… — мати Маші, яка тимчасово наглядає за Льонькою
- 1971: Старики-розбійники / Старики-разбойники — народна засідателька уві сні М'ячикова (у титрах не вказана)
- 1971: Тіні зникають опівдні / Тени исчезают в полдень — Данилівна
- 1972: За все у відповіді / За всё в ответе — учасниця зустрічі випускників на ювілеї школи (у титрах не вказана)
- 1972: Петро Рябінкін / Пётр Рябинкин — Томочка, дружина Арсенія
- 1973: Справи сердечні / Дела сердечные — диспетчерка «Швидкої допомоги»
- 1973: Життя на грішній землі / Жизнь на грешной земле — односельчанка
- 1973: З веселощами й відвагою / С весельем и отвагой — сусідка
- 1973—1974: Вічний поклик / Вечный зов — мати Кружиліна (тільки в 1-й та 2-й серіях)
- 1974: Птахи над містом / Птицы над городом — Олександра Сергіївна
- 1975: Хлопчаки їхали на фронт / Мальчишки ехали на фронт — тітка Маша
- 1975: Від зорі до зорі / От зари до зари — однополчанка (у титрах не вказана)
- 1975: Повторне весілля / Повторная свадьба — учасниця наради (у титрах не вказана)
- 1976: Ансамбль невдах (к/м) / Ансамбль неудачников — викладачка на вступних іспитах
- 1976: Два капітани / Два капитана — жінка на ринку, яка допомагає Саньку, що знепритомнів
- 1976: Дні хірурга Мишкина / Дни хирурга Мишкина — медсестра
- 1976: Повість про невідомого актора / Повесть о неизвестном актёре — акторка в трупі провінційного театру
- 1976: Трин-трава / Трын-трава — трубачка в оркестрі
- 1976: Ти — мені, я — тобі / Ты — мне, я — тебе — провідниця
- 1977: А у нас була тиша... / А у нас была тишина… — мати Мишка
- 1977: Чоловік у розквіті років / Мужчина в расцвете лет — епізод
- 1977: Пил під сонцем — епізод
- 1978: Голубка — секретарка директора (тільки в 2-й та 3-й серіях)
- 1978: Живіть в радості — тітка Рая
- 1978: Здається квартира з дитиною — сусідка
- 1978: Хода золотих звірів —  медсестра
- 1979: Москва сльозам не вірить —  сусідка Гоші
- 1979: Поема про крила —  прибиральниця

#### 1980—1994
- 1980: Вечірній лабіринт —  прибиральниця  (у титрах не вказана)
- 1982: Не хочу бути дорослим —  тітка Валя, сільська сусідка
- 1982: Смерть на зльоті —  сусідка
- 1983: Букет фіалок —  вдова
- 1983: Вітя Глушаков — друг апачів —  жінка в черзі
- 1983: Ураган приходить несподівано —  Марія
- 1984: Мертві душі —  дама  (тільки в 1-й та 4-й серіях)
- 1985: Змієлов —  вдячна покупчиня
- 1985 — Матвійова радість —  господиня будинку
- 1985 — Осінні ранки —  Шура Чеботарьова, доярка
- 1986 — В бездоріжжя —  епізод
- 1986 — Перший хлопець —  дружина Івана Івановича  (у титрах не вказана)
- 1987 — Про любов, дружбу і долю —  пасажирка поїзда  (у титрах не вказана)
- 1990 — Повість непогашеного місяця —  Степанида Власівна
- 1994 — Незабудки —  бабуся Лізи